# Franc Ksaver Bajec
Franc Ksaver Bajec, slovenski rimokatoliški duhovnik in publicist v Združenih državah Amerike, * 28. oktober 1866, Ljubljana, † 18. februar 1931, Saint Paul, Minnesota.
Po končani gimnaziji v Ljubljani (1883) je odšel v ZDA, tam  končal študij bogoslovja ter bil 1890 posvečen. Bil je župnik v raznih krajih. Pisal je tudi krajše članke ter jih objavljal v Amerikanskem Slovencu in drugih slovenskih listih. 